# Leichtathletik-Weltmeisterschaften 2023/Teilnehmer (Armenien)
| Goldmedaillen | Silbermedaillen | Bronzemedaillen |
| ------------- | --------------- | --------------- |
| —             | —               | —               |

Der Leichtathletikverband von Armenien hat für die Leichtathletik-Weltmeisterschaften 2023 in Budapest einen Sportler gemeldet.

## Ergebnisse

### Männer

#### Laufdisziplinen
| Athlet              | Disziplin | Vorlauf        | Vorlauf | Halbfinale | Halbfinale | Finale | Finale |
| Athlet              | Disziplin | Zeit           | Platz   | Zeit       | Platz      | Zeit   | Platz  |
| ------------------- | --------- | -------------- | ------- | ---------- | ---------- | ------ | ------ |
| Jerwand Mkrttschjan | 1500 m    | 3:39,35 min NR | 38      | DNQ        | DNQ        | –      | –      |